# Société anonyme des Charbonnages de la Meuse

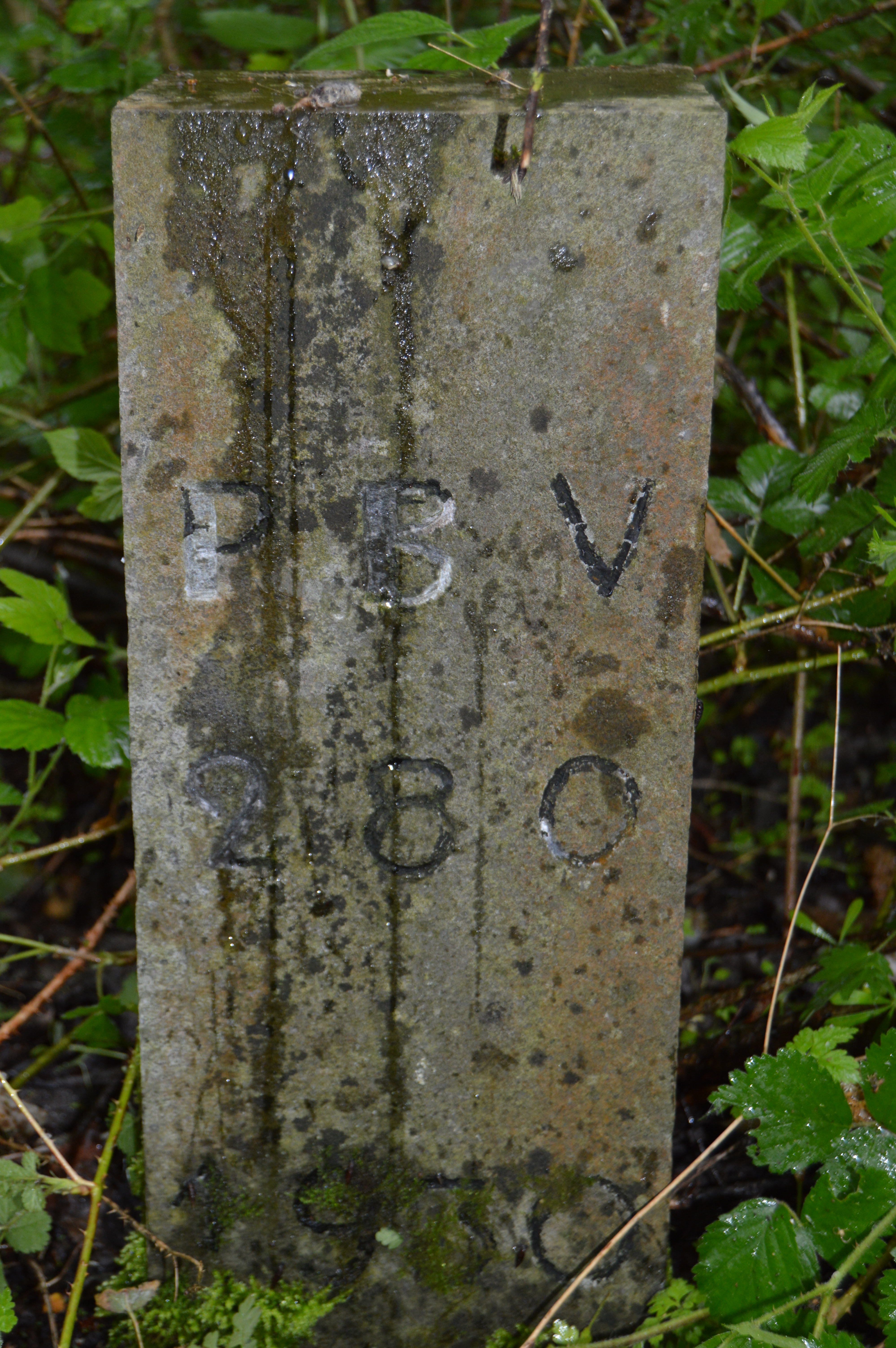
La tombe du puits Belle Vue du charbonnage de Halbosart

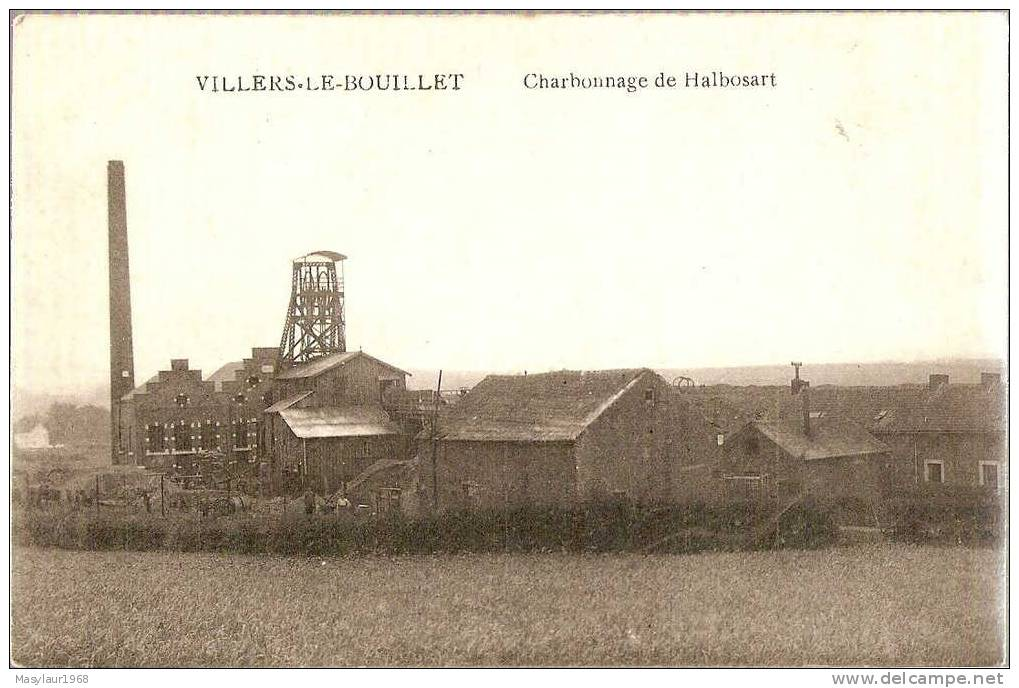
Image ancienne du charbonnage de Halbosart

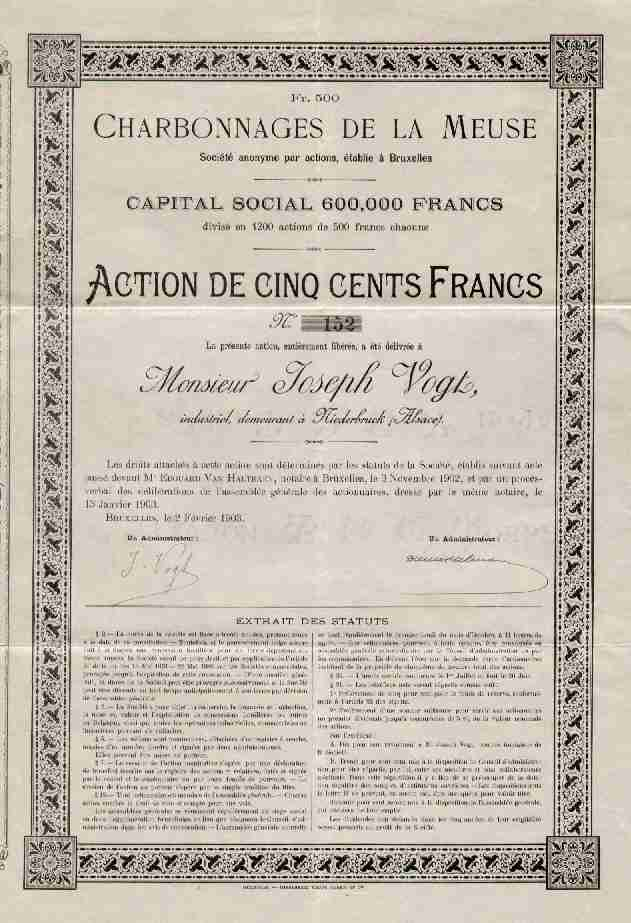
Action de l'ancienne Société anonyme des Charbonnages de la Meuse de 1903

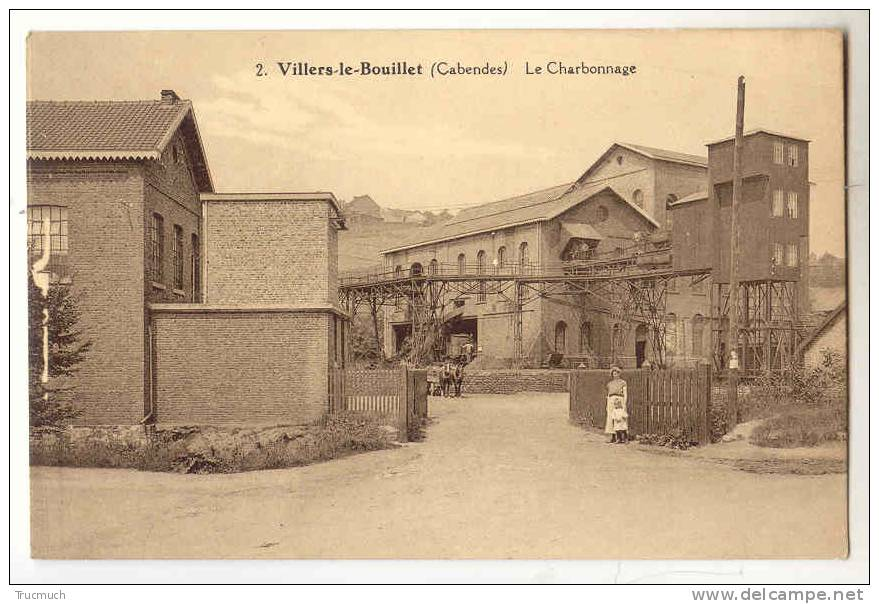
L'ancien charbonnage de Villers-le-Bouillet (Cabendes) en 1928

La Société anonyme des Charbonnages de la Meuse est une ancienne société charbonnière de la région de Liège, dont la concession se situait en amont de Liège en rive gauche de la Meuse sur les territoires des communes de Villers-le-Bouillet, Fize-Fontaine, et Jehay-Bodegnée, désormais essentiellement Villers-le-Bouillet et Amay,. La concession se trouvait à l'ouest de celle de la Société anonyme des Nouveaux Charbonnages de l'Arbre Saint-Michel.

## Histoire

### Houillère d'Halbosart
Halbosart est un hameau au sud de Villers-le-Bouillet. Le charbonnage apparaît vers 1775, et prend rapidement de l'importance. Il est alors connu sous le nom de houillère Britelle, du nom de son propriétaire.
Vers 1800, François-Joseph Britelle emploie 26 ouvriers. L'exploitation est réalisée entièrement à la main. Des areines sont creusées jusqu'à la vallée de Bende.  
Un nouveau puits est creusé à partir de 1805, le puits Bellevue, qui atteindra 280 mètres de profondeur à la fin du siècle. Le charbon est évacué vers la vallée de Bende au niveau -80 mètres, par une galerie de 900 mètres de long. Le charbonnage disposait d'une machine à vapeur, mais le transport était toujours effectué par traction chevaline.  
La production du charbonnage fléchit dans les années 1890, mais la fusion avec la Kivièterie redonna une impulsion nouvelle.
La société deviendra dans le courant du XIXe siècle la Société anonyme des Charbonnages de Halbosart.

### Houillère de la Kivièterie
Le nom Kivièterie (ou Kivelterie) vient du nom de la ferme de la Converterie, institution sur les terres de laquelle le charbonnage était implanté, et qui dépendait du monastère de Neufmoustier à Huy.
Le site est surtout exploité comme exploitation agricole, mais exploite le charbon à partir de 1743. L'exploitation prendra de l'ampleur, et sera cédée à des exploitants privés à  partir de 1784, Messieurs de Terwagne puis Godbille.
En 1846, Joseph-Renier Godbille et ses frères exploitent 10 veines dans ce charbonnage, avec une fosse de 80 mètres de profondeur, avec un effectif de 50 personnes. Mais dès 1849, l'activité recule, et la machine à vapeur ne peut fonctionner la nuit car elle se trouve trop près des voies publiques.
Les activités du charbonnage cessent à partir de 1864, le puits se trouvant désormais trop loin des massifs de charbon. Certains seront plus tard exploités à partir du puits Bellevue du charbonnage de Halbosart.

### Houillères de la Paix-Dieu et des Cabendes
Les fosses des Cabendes, de rendement pauvre, étaient les plus profondes de Villers-le-Bouillet à la fin du XVIIIe siècle (72 et 80 mètres).
Le charbonnage de la Paix-Dieu exploitait par ailleurs des gisements plus au nord par la fosse Hallut. Cette concession s’étendait en 1840 sur les communes de Villers-le-Bouillet, Fize-fontaine et Jehay-Bedognée pour une superficie totale de 380 hectares environ. Elle fut cependant reprise par le charbonnage de Halbosart à cette époque.
Le siège des Cabendes permettait un accès direct de la production au chemin de fer vicinal, vers Ampsin en particulier. Il fut abandonné à la suite d'une inondation qui causa la mort d'une dizaine de mineurs.

### Union des exploitations houillères, puisSociété anonyme des Charbonnages de la Meuse
Ces différents charbonnages fusionneront progressivement à partir du milieu du XIXe siècle. La concession de la Paix-Dieu fut rattachée à celle de Halbosart vers 1840. En 1899, la Kiviétrie, dont le siège d'exploitation était désormais trop éloigné des gisements, se réunit avec le charbonnage de Halbosart afin de bénéficier de moyens nouveaux et d'un accès plus facile au minerai. 
La Société anonyme des Charbonnages de la Meuse reprendra ces différentes exploitations en 1922, qui totaliseront une superficie de 663 hectares, pour une exploitation principale par le puits Belle Vue de Halbosart, qui atteindra les 300 mètres de profondeur. La Société disposait par ailleurs de la concession voisine Château du Sart à Ampsin. Mais l'exploitation cessa en 1930, touchée par la crise économique.
Une exploitation, de courte durée, reprendra cependant à proximité de la Paix-Dieu en 1954.

## De nos jours
D'importants vestiges sont toujours présents sur le site Halbosart, dont une dalle du puits Belle Vue et sa tombe, ainsi qu'un terril. L'ensemble se trouve dans un bois.
Le domaine de la Kivièterie est désormais essentiellement dévolu au logement.
À proximité de l'abbaye de la Paix-Dieu se trouvait le site Saint-Honoré, dont les bâtiments ont été reconvertis en habitation. 
Le site des Cabendes a été détruit lors de la construction de la voie rapide entre Tihange et l'autoroute E42. 

## Géolocalisation approximative des anciens sites d'exploitation[2]
- Siège administratif :
  - Belle-Vue à Halbosart : 50° 33′ 47″ N, 5° 16′ 23″ E
  - Charbonnage de Villers-le-Bouillet / Cabendes : 50° 33′ 44″ N, 5° 17′ 06″ E
  - Kievelterie : 50° 34′ 07″ N, 5° 15′ 48″ E
  - Saint-Honoré à la Paix-Dieu : 50° 34′ 10″ N, 5° 17′ 43″ E

## Terrils[4],[5]
- Charbonnage de la Meuse - 50° 33′ 47″ N, 5° 16′ 26″ E - (inexploité)

## Sources
- L'exploitation du charbon à Villers-le-Bouillet
- André De Bruyn, Anciennes Houillères de la région liégeoise, Liège, Dricot, 1988, 208 p. (ISBN 2-87095-058-6)
- Claude Gaier, Huit siècles de houillerie liégeoise, histoire des hommes et du charbon à Liège, Liège, Éditions du Perron, 1988, 261 p. (ISBN 2-87114-031-6)